# 白屈菜
白屈菜（学名：Chelidonium majus）为罂粟科白屈菜属下的一个种。在中国大部分省区均有分布，沂源、博山山区有分布，以鲁山较为集中，生于山谷湿润地带。生于海拔500—2200米的山坡、山谷林缘草地或路旁、石缝。朝鲜半岛、日本、俄罗斯及欧洲也有分布。

## 形態特徵
白屈菜为多年生草本，高30—100厘米，有黄色乳汁。茎直立，多分枝，嫩绿色，被白粉，疏生柔毛。叶互生，1—2回羽状全裂，基生叶全裂片5—8对，茎生叶全裂片2—4对，边缘有不整齐缺刻，上面近无毛，下面疏生短柔毛，有白粉。花数朵，伞状排列；萼片2，早落；花瓣4，黄色，倒卵圆形；雄蕊多数；子房线形，无毛。蒴果线状圆柱形，成熟时由基部向上开裂。种子多数，卵球形，黄褐色，有光泽及网纹。花期5—8月，果期6—10月。

## 醫藥用途
白屈菜根具有散瘀，止血，止痛，解蛇毒的功效。主治劳伤血瘀，脘痛，月经不调，痛经，蛇咬伤。

## 扩展阅读
[在维基数据编辑]
 《植物名實圖考·白屈菜》，出自吳其濬《植物名實圖考》
- 維基物種上的相關：白屈菜